# Soupisky týmů české hokejové extraligy v sezóně 2010/2011
V soupiskách jsou uvedeni všichni hráči, kteří v sezóně 2010/2011 odehráli za daný tým alespoň jeden zápas v extralize.

## HC Oceláři Třinec
Brankáři: Peter Hamerlík, Martin Vojtek, Tomáš Duba 

Obránci: Josef Hrabal, Stanislav Hudec, Jakub Kania, Lukáš Krajíček, Martin Lojek, Martin Richter, Daniel Seman, Lubomír Štach, Martin Vágner,Lukáš Zíb, Mario Cartelli, Petr Hořava, Milan Dóczy

Útočníci: Martin Adamský, Radek Bonk, Lukáš Havel, Erik Hrňa, Ladislav Kohn, David Květoň, Bryan McGregor, Lukáš Mičulka, Jakub Orsava, David Ostřížek, Jan Peterek, Vojtěch Polák, Jiří Polanský, Martin Růžička, Václav Varaďa, Marek Zagrapan, Martin Koudelka, Rostislav Marosz, Martin Podešva, Zbyněk Hampl

## HC Vítkovice Steel
Brankáři: Roman Málek, Martin Prusek, Filip Šindelář

Obránci: Michal Barinka, Jakub Bartoň, Martin Dudáš, Tomáš Ficenc, Lukáš Kovář, Marek Malík, Roman Němeček, Ctirad Ovčačík, Tomáš Pavelka, Petr Punčochář, Denis Rehák, Jiří Suchý, Pavel Trnka, Tomáš Voráček, Lubomír Vosátko

Útočníci: Jiří Burger, Michal Hlinka, Rudolf Huna, Peter Húževka, Jan Káňa, Lukáš Klimek, Lukáš Kucsera, Petr Pohl, Petr Strapáč, Juraj Sýkora, Vladimír Svačina, Roman Szturc, Ondřej Šedivý, Roman Tomas, Viktor Ujčík, Petr Vrána, 

## HC Eaton Pardubice
Brankáři: Martin Růžička, Adam Svoboda

Obránci: Marek Drtina, Jeff Jillson, František Kaberle, Václav Kočí, Jan Kolář, Tomáš Kudělka, Branislav Mezei, Petr Mocek, Jakub Nakládal, Aleš Píša

Útočníci: Martin Bartek, Jan Buchtele, Jiří Cetkovský, Jan Kolář, Petr Koukal, Robert Kousal, Tomáš Kůrka, Lukáš Nahodil, Adam Pineault, Libor Pivko, Lukáš Radil, Daniel Rákos, Radovan Somík, Jan Semorád, Jan Starý, Jan Šeda, Rastislav Špirko, Tomáš Zohorna

## HC Slavia Praha
Brankáři: Dominik Furch, Miroslav Kopřiva, Robert Slipčenko

Obránci: Jindřich Barák, Jan Benda, Jaroslav Hertl, Jiří Jebavý, Štepán Jeník, Petr Kadlec, Pavel Kolařík, Jakub Krejčík, Petr Kuboš, Vladimír Roth, Lukáš Špelda, Jiří Vašíček, Tomáš Žižka 

Útočníci: Daniel Branda, Miloslav Čermák, Jiří Doležal, Tomáš Doležal, Lukáš Endál, Tomáš Hertl, Miroslav Holec, Dmitrij Jaškin, Petr Jelínek, Pavel Klhůfek, Lukáš Krenželok, Tomáš Micka, Vojtěch Němec, Michal Poletín, Tomáš Pospíšil, Vladimír Růžička, Jakub Sklenář, Zdeněk Skořepa, Bohumil Slavíček, Tomáš Svoboda, Juraj Štefanka, David Švagrovský, Marek Tomica, Miroslav Třetina, Michal Vondrka, Lukáš Žejdl

## Bílí Tygři Liberec
Brankáři: Marek Pinc, Tomáš Vošvrda

Obránci: Martin Čakajík, Lukáš Derner, Jan Holub, Jiří Hunkes, David Kajínek, Petr Kolmann, Jiří Moravec, Michal Pavlů, Martin Rýgl, Jiří Říha, David Štich, Marek Trončinský, Petr Ulrych, Jan Výtisk

Útočníci: Michal Bárta, Milan Bartovič, Antonín Dušek, Miloslav Hořava, Ctibor Jech, Vít Jonák, Petr Kica, Tomáš Klimenta, Jaroslav Kudrna, Petr Nedvěd, Zdeněk Ondřej, Jan Plodek, Andrej Podkonický, Daniel Špaček, Tomáš Urban, Tomáš Vak, Lukáš Vantuch, Jan Víšek 

## PSG Zlín
Brankáři: Tomáš Duba, Libor Kašík, Jakub Sedláček, Tomáš Štůrala

Obránci: Antonín Bořuta, Lukáš Galvas, Jakub Grof, Martin Hamrlík, Jiří Kučný, Tomáš Linhart, Martin Lučka, Ondřej Malinský, Martin Matějíček, Radek Míka, Dalibor Řezníček, Jan Švrček 

Útočníci: Filip Čech, Stanislav Balán, Jaroslav Balaštík, Michal Důras, Lukáš Finsterle, Petr Holík, Bedřich Köhler, Pavel Kubiš, Petr Leška, Jiří Ondráček, Ivan Rachůnek, Peter Sivák, Tomáš Sýkora, Roman Vlach, Martin Záhorovský 

## HC Mountfield České Budějovice
Brankáři: Šimon Hrubec, Jakub Kovář, Jaroslav Jágr

Obránci: Bohumil Jank, Michael Kolarz, Ivo Kotaška, Josef Melichar, Jan Novák, František Ptáček, Jan Snopek, Martin Tůma, René Vydarený, Jiří Vykoukal, Jakub Šulc

Útočníci: Vilém Burian, Rudolf Červený, Jiří Ferebauer, Milan Gulaš, Radim Heřman, Aleš Ježek, Pavel Kašpařík, David Kuchejda, Lukáš Květoň, Jakub Langhammer, Rostislav Martynek, Tomáš Mertl, Michal Mikeska, Václav Pletka, Martin Podlešák, Stanislav Polodna, Roman Pšurný, Michal Pšurný, Jiří Šimánek

## HC BENZINA Litvínov
Brankáři: Miroslav Brzobohatý, Petr Franěk, Jaroslav Hübl, Martin Volke

Obránci: Marek Černošek, Jiří Gula, Daniel Hora, Richard Jareš, Petr Kousalík, Vlastimil Kroupa, Karel Kubát, Ondřej Martinka, David Pojkar, Lukáš Poživil, Radim Skuhrovec, Matěj Stříteský, Ivan Švarný

Útočníci: Jan Bojer, Jakub Černý, František Gerhát, Robin Hanzl, Martin Heinisch, Viktor Hübl, Peter Jánský, Martin Jenáček, Kryštof Kafan, Petr Kanko, Jaroslav Kracík, Vojtěch Kubinčák, František Lukeš, Juraj Majdan, Jakub Maxa, Lukáš Rindoš, Martin Ručinský, Michal Trávníček, Roman Vopat, Marek Zavřel

## HC Plzeň 1929
Brankáři: Dominik Halmoši, Miroslav Hanuljak, Luboš Horčička, Marek Mazanec, Petr Přikryl, Dušan Salfický

Obránci: Václav Benák, Richard Diviš, Jan Dresler, Tomáš Frolo, Jiří Hanzlík, Jan Hucl, Jakub Jeřábek, Jaroslav Modrý, Dan Růžička, John Slaney, Nicolas St. Pierre

Útočníci: Radek Duda, Michal Dvořák, Radek Haman, Jan Heřman, Martin Heřman, Ondřej Hošťálek, Nicholas Johnson, Jan Kovář, John Lammers, Josh Langfeld, Jakub Lev, Petr Obdržálek, Patrik Petruška, Tomáš Pitule, Karel Plášek, Tomáš Rachůnek, Martin Straka, Jan Stránský, Vladimír Svačina, Petr Sýkora, Michal Tvrdík, Tomáš Vlasák, Pavel Vostřák

## HC Energie Karlovy Vary
Brankáři: Lukáš Mensator, Lukáš Sáblík, Tomáš Závorka

Obránci: Michal Dobroň, Jakub Čutta, Petr Gřegořek, David Hájek, David Havíř, Petri Kokko, Jan Látal, Ján Mucha, David Nosek, Martin Parýzek, Roman Prošek, Petr Přindiš, Martin Rohan, Karol Sloboda, Jakub Trefný

Útočníci: Dmitrij Cyganov, Rastislav Dej, Milan Hluchý, David Hruška, Štěpán Hřebejk, Tomáš Klíma, Lukáš Klíma, Jan Košťál, Pavel Kuběna, Petr Kumstát, Marek Melenovský, Lukáš Pech, Milan Procházka, Tomáš Rohan, Jesse Saarinen, Petr Sailer, František Skladaný, Václav Skuhravý, Michal Vachovec, Martin Zaťovič, David Zucker

## HC Kometa Brno
Brankáři: Sasu Hovi, Jiří Trvaj

Obránci: Radim Bičánek, Ondřej Dlapa, Tomáš Houdek, Michal Kempný, Jaroslav Koma, Tomáš Malec, Pavel Mojžíš, Radim Ostrčil, Tomáš Protivný, Martin Richter, Aleš Sova, Richard Stehlík, Petr Štindl, Martin Vyrůbalík, Pavel Zubíček, Petr Šenkeřík

Útočníci: Jozef Balej, Kamil Brabenec, Radek Dlouhý, Jiří Dopita, Roman Erat, Jakub Fúzik, Radim Hruška, Petr Hubáček, Ivan Huml, Branislav Jankovič, Jakub Koreis, Radim Kucharczyk, Marek Kvapil, Jan Křivohlávek, Václav Meidl, Petr Polodna, Tomáš Pospíšil, Radek Procházka, Ondřej Stehlík, Jaroslav Svoboda, Jakub Svoboda, Ondřej Veselý, Aleksejs Širokovs, Ondřej Švaňhal

## HC Sparta Praha
Brankáři: Martin Falter, Tomáš Pöpperle, Vojtěch Sedláček

Obránci: Lukáš Bolf, Michal Gulaši, Lukáš Chmelíř, Jan Hanzlík, Patrik Husák, Jakub Kolář, Petr Macholda, Jiří Matějíček, Doug O'Brien, Radek Philipp, Brian Salcido, Daniel Sobotka, Filip Švaříček, Jan Veselý, Jiří Vykoukal, Michael Zacpálek, Dušan Žovinec

Útočníci: Marek Bartánus, Michal Broš, Michal Dragoun, Miroslav Forman, Jan Hlaváč, Jaroslav Hlinka, Karel Hromas, Tomáš Karpov, Petr Kafka, Jakub Koreis, Ondřej Kratěna, Tomáš Kůrka, Ondřej Látal, Lukáš Luňák, Dominik Pacovský, Michal Pavel, Daniel Přibyl, Tomáš Rubeš, Martin Ručinský, Radek Smoleňák, Robert Sovík, Petr Ton, Sacha Treille, Yorick Treille, David Tůma, David Výborný, Lukáš Žalčík

## HC Vagnerplast Kladno
Brankáři: Lukáš Cikánek, Martin Falter

Obránci: Jiří Drtina, Jiří Jelínek, Vladimír Kameš, Lukáš Kužel, Samuel Mnacjan, Jaroslav Mrázek, Jaroslav Nedvěd, Jan Piskáček, Jan Platil, Lukáš Poživil, Libor Procházka, David Růžička, Milan Toman, Jiří Zeman, Ondřej Šmach

Útočníci: Jiří Bicek, Vítězslav Bílek, Radek Bělohlav, Jan Dalecký, Jan Eberle, Ladislav Gengel, Jiří Hašek, Marek Hovorka, Pavel Janků, Petr Kafka, Jaroslav Kalla, Tomáš Knotek, Jindřich Kotrla, Jiří Kuchler, Martin Látal, Lukáš Luňák, Antonín Melka, Pavel Patera, Jan Rudovský, Radek Smoleňák, David Stieler, Sacha Treille, Jakub Valský, Ladislav Vlček

## BK Mladá Boleslav
Brankáři: Marek Schwarz, Michal Valent, Roman Will

Obránci: Jan Benda, Václav Čížek, Miroslav Duben, Martin Dudáš, Darrell Hay, Petr Chaloupka, Josef Jindra, Esa Lehikoinen, Petr Macháček, Jiří Marušák, Peter Mikuš, Martin Rýgl, Boris Žabka

Útočníci: Zdeněk Bahenský, Scott Barney, Martin Belay, Daniel Boháč, Tomáš Demel, Tomáš Divíšek, Peter Fabuš, Nikola Gajovský, Lukáš Handlovský, Zbyněk Hrdel, Tomáš Hyka, Pavel Janků, Tomáš Jiránek, Vladislav Kubeš, Martin Kupec, Radan Lenc, Marek Loskot, Michal Macho, Radek Matějovský, Milan Mikulík, Duncan Milroy, Tomáš Nouza, Lukáš Pabiška, Aleš Padělek, Jan Plodek, Michal Tvrdík, David Vrbata, Juraj Štefanka